# Außerordentlicher FDP-Bundesparteitag 1961
Koordinaten: 52° 22′ 29″ N, 9° 46′ 7″ O

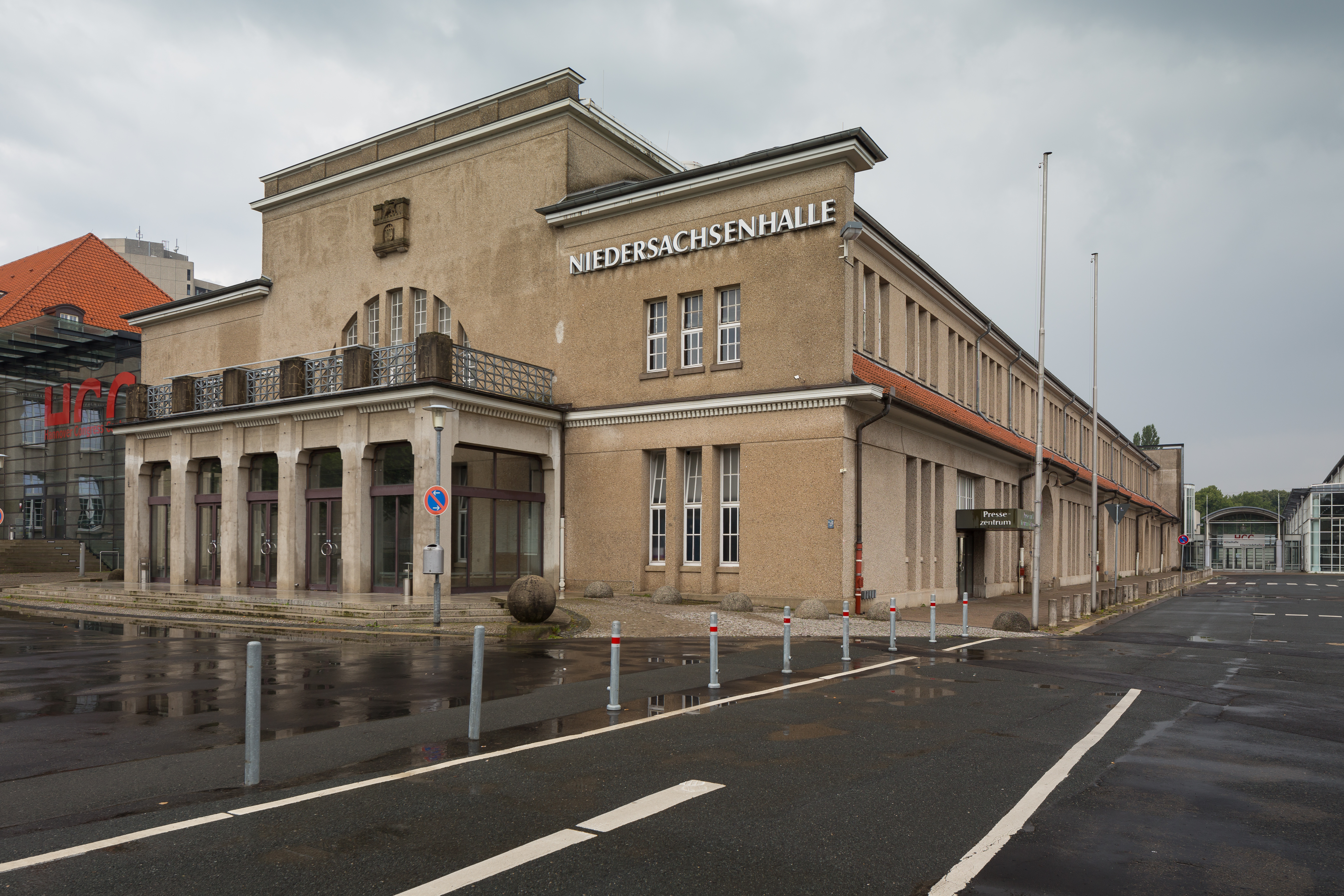
Niedersachsenhalle

Den außerordentlichen Bundesparteitag 1961 hielt die FDP am 25. August 1961 in Hannover ab. Es handelte sich um den 4. außerordentlichen Bundesparteitag der FDP in der Bundesrepublik Deutschland.

## Beschlüsse
Auf diesem „Bundeswahlkongress“ der FDP wurde die „Berlin-Erklärung“ zum Bau der Berliner Mauer verabschiedet. Es sprachen Wolfgang Döring, Ewald Bucher, Wolfgang Mischnick, Emilie Kiep-Altenloh und Erich Mende.